# Juri Lwowitsch Klimontowitsch
Juri Lwowitsch Klimontowitsch (russisch Юрий Львович Климонтович, englische Transkription Yuri Lvovich Klimontovich; * 28. September 1924 in Moskau; † 27. November 2002 ebenda) war ein russischer theoretischer Physiker, der zur statistischen Physik und Plasmaphysik arbeitete.

## Leben und Wirken
Sowohl die Mutter als auch der Vater von Juri Klimontowitsch entstammten adligen russischen Familien. Der Vater wurde 1931 verhaftet und zwei Wochen nach seiner Inhaftierung ermordet. Erst 62 Jahre später erhielt die Familie eine offizielle Mitteilung über die Todesumstände. Da seine Mutter früh starb, wuchs Klimontowitsch mit seinen Brüdern unter schwierigen Bedingungen bei einer Tante auf. In seiner Kindheit erkrankte er an Knochentuberkulose, überstand eine komplizierte Operation und musste deshalb während des Zweiten Weltkrieges keinen Armeedienst leisten. Ab 1946 studierte er an der Physikalischen Fakultät der Lomonossow-Universität Moskau. Seine Diplomarbeit fertigte er bei Wassili Stepanowitsch Fursow (1910–1998) an. Trotz ausgezeichneter Studienleistungen erhielt er aufgrund seines familiären Hintergrunds zunächst keine Zulassung zu einer Aspirantur. Nach einer zufälligen Begegnung mit Nikolai Bogoljubow, bei dem er Vorlesungen gehört hatte, wurde er bei diesem Aspirant und 1951 zum kandidat nauk promoviert. Von 1952 bis 1955 war er Dozent am Luftfahrttechnischen Institut in Moskau. 1955 wechselte er an die Lomonossow-Universität, wo er bis zu seinem Lebensende tätig war. Am Steklow-Institut für Mathematik erwarb er 1962 den russischen Doktortitel (entspricht der Habilitation) und wurde 1964 Professor an der Moskauer Universität.
Unter dem Einfluss Bogoljubows wandte sich Klimontowitsch bereits Ende der 1940er Jahre der statistischen Theorie von Plasmen im Nichtgleichgewichtszustand zu. In der Folgezeit entwickelte er völlig eigenständig ein neues Konzept der kinetischen Theorie von Plasmen basierend auf der Methode der zweiten Quantisierung im Phasenraum (englisch: second quantization in phase space), auch als Klimontowitsch-Methode bezeichnet. 1964 veröffentlichte er seine erste Monographie Statistische Theorie von Nichtgleichgewichtsprozessen in einem Plasma, die 1967 auch in englischer Sprache erschien. Seit Mitte der 1960er Jahre entwickelte er verschiedene Verallgemeinerungen kinetischer Gleichungen zur Beschreibung nichtidealer Gase und Plasmen. Außerdem beschäftigte er sich seit Anfang der 1980er Jahre mit nichtlinearen Systemen fernab vom thermodynamischen Gleichgewicht, mit Turbulenz, Selbstorganisation und Synergetik. So entwickelte er für selbstorganisierende Systeme in Anlehnung an das Boltzmannsche H-Theorem das S-Theorem.
Er publizierte eine Vielzahl von Arbeiten in Zeitschriften sowie Monographien und ein Lehrbuch. Mehrere seiner Monographien erschienen auch im Ausland. 1990 wurde ihm von der Universität Rostock der Ehrendoktortitel verliehen. Er war Träger des Staatspreises der Russischen Föderation für Naturwissenschaft und Technik.

## Schriften (Auswahl)
- The Statistical Theory of Non-equilibrium Processes in a Plasma. Pergamon Press, Oxford u. a. 1967.
- Laser und nichtlineare Optik (= Kleine Naturwissenschaftliche Bibliothek. Reihe Physik, Band 10). Teubner, Leipzig 1971, DNB 457230320.
- Kinetic Theory of Nonideal Gases and Nonideal Plasmas. Pergamon Press, Oxford u. a. 1982, ISBN 0-08-021671-4.
- The Kinetic Theory of Electromagnetic Processes. Springer, Berlin, Heidelberg, New York 1983, ISBN 3-642-81824-2, S. XI, 364.
- mit Werner Ebeling: Selforganization and Turbulence in Liquids. Teubner, Leipzig 1984, S. 196.
- mit D. Kremp, W. D. Kraeft: Kinetic Theorie for Chemically Reacting Gases and Partially Ionized Plasmas. In: Ilya Prigogine, Stuart A. Rice (Hrsg.): Advances in Chemical Physics. Vol. LXVIII. An Interscience Publication, New York, Chichester, Brisbane, Toronto, Singapore 1987, ISBN 0-471-84901-4 (englisch).
- Statistical Theory of Open Systems. Volume 1: A Unified Approach to Kinetic Description of Processes in Active Systems. Kluwer, Dordrecht, Boston, London 1995, ISBN 0-7923-3242-3.